# Carlo Maria Pintacuda

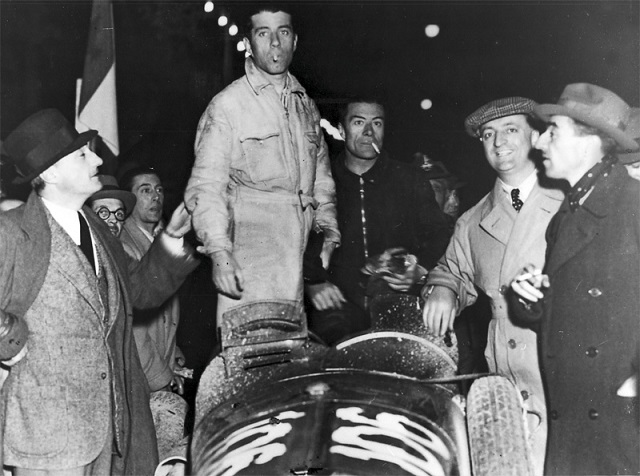
Carlo Maria Pintacuda (stehend im Auto) und Enzo Ferrari (Zweiter von rechts) nach dem Sieg bei der Mille Miglia 1935

Carlo Maria Pintacuda (* 18. September 1900 in Florenz; † 8. März 1971 in Buenos Aires) war ein italienischer Automobilrennfahrer.

## Karriere
Pintacuda begann Mitte der 1920er-Jahre mit dem Rennsport und war zunächst bei einigen kleineren, nationalen Rennen erfolgreich. Nachdem er 1934 den Giro automobilistico d’Italia, ein Sportwagenrennen, mit einem privat angemeldeten Lancia Astura gewonnen hatte, wurde das Team von Alfa Romeo auf ihn aufmerksam und verpflichtete ihn als Sportwagen- und teilweise auch als Grand-Prix-Pilot. Zu seinen größten Erfolgen zählen der Gewinn der Mille Miglia in den Jahren 1935 und 1937. In der Grand-Prix-Europameisterschaft 1936 erreichte er den fünften Platz beim Grand Prix von Italien. Außerdem wurde er 1936 beim Grand Prix von Tunesien auf Alfa Romeo 8C-35 Zweiter hinter Rudolf Caracciola (Mercedes-Benz W 25 K).
Alfa Romeo setzte ihn auch bei mehreren Rennen in Südamerika ein, wo er aufgrund einiger Siege sehr beliebt wurde. Nach dem Zweiten Weltkrieg wurde Pintacudas Vertrag mit Alfa Romeo nicht erneuert. Er wanderte nach Argentinien aus, wo er in Buenos Aires ein Antiquitätengeschäft eröffnete. 1971 starb er 70-jährig in seiner neuen Heimat.